# Struthiosaurus
Струтіозавр (Struthiosaurus, з лат. struthio — «страус» та грец. sauros — «ящір») — рід нодозаврових динозаврів з пізньої крейди (сантон-маастрихтського періоду) Австрії, Румунії, Франції та Угорщини в Європі. Це був невеликий динозавр, довжиною 2—3 м і вагою 300—400 кг.

## Історія відкриття

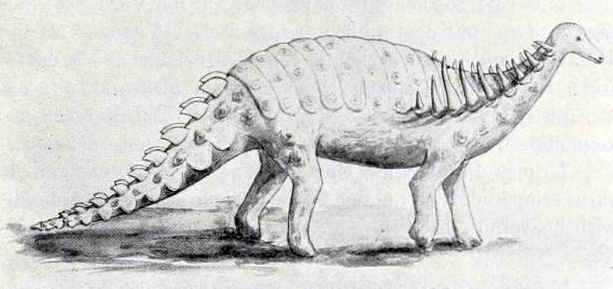
Застаріла ілюстрація, намальована в 1915 році Нопча

У 1859 році геолог Едуард Зюсс на вугільній шахті Gute Hoffnung у Мутманнсдорфі поблизу Вінер-Нойштадта в Австрії знайшов зуб динозавра у купі каменів. За допомогою інтенданта шахти Павловича було зроблено спробу знайти джерело скам'янілостей. Спочатку пошуки виявилися безрезультатними, але врешті-решт було виявлено тонкий шар мергелю, пересічений косо нахиленою шахтою, який містив у собі велику кількість різноманітних кісток. Згодом вони були розкопані Зюссом і Фердинандом Столичкою. Мергель був прісноводним відкладенням, яке зараз вважається частиною формації Грюнбах.
Знахідки зберігалися в музеї Віденського університету, але їм приділялося мало уваги, поки їх не дослідив Емануель Бунцель у 1870 році. У 1871 році Бунцель опублікував трактат, в якому описав скам'янілості та назвав кілька нових родів і видів. Одним з них був рід Struthiosaurus, відомий за єдиною частковою частиною потиличного відділу черепа, що в основному складається з черепної коробки. Типовим і єдиним відомим видом роду на той час був Struthiosaurus austriacus. Бунцель зазначав, що він лише тимчасово назвав таксон і не навів етимології назви. Родова назва походить від новолатинського struthio, що своєю чергою походить з дав.-гр. στρούθειος, stroutheios — «страусовий». Бунцель обрав цю назву через пташину будову черепної коробки. Видова назва вказує на походження з Австрії.
Окрім черепної коробки, Бунцель несвідомо описав й інші матеріали струтіозавра. Він розпізнав, що серед знахідок були кістки та остеодерми панцирних динозаврів, і відніс їх до видів Scelidosaurus sp. та Hylaeosaurus sp.. Ці британські роди представляли найвідоміших знайдених на той час тиреофорів. Бунцель також виявив два фрагменти ребер, які мали дуже химерну будову. Вони були двоголовими, але верхня головка ребра, туберкулум, була короткою і розташовувалася таким чином, що не могла торкатися хребця, якщо стрижень був орієнтований у звичайному вертикальному положенні. Він припустив, що з тілом хребця з'єднується лише нижня головка. Ребро, що торкається хребця однією поверхнею, є нормальним для ящірок, хоча в їхньому випадку головки ребер зростаються в єдиний синапофіз. Тому Бунцель дійшов висновку, що ребра належали гігантській ящірці. За аналогією з мозазавром, гігантським ящером, названим на честь річки Маас, він назвав цю ящірку Danubiosaurus anceps, на честь Дунаю. Специфічна назва anceps в перекладі з латинської означає «двоголовий», що підкреслює виняткову для ящірок особливість — двоголові ребра. Насправді ж це були ребра струтіозавра. У анкілозаврів хребет настільки плаский, що верхня частина реберних валів стирчить убік, що обертає короткий туберкулум до діапофіза, його контактної грані з хребцями.
Багато видів було віднесено до Struthiosaurus, більшість з яких базуються на дуже фрагментарному і недіагностичному матеріалі. Три достовірних види визнані палеонтологами: S. austriacus, на основі голотипу PIWU 2349/6; S. transylvanicus, на основі черепа та часткового скелета з Румунії; і S. languedocensis, на основі часткового скелета, знайденого в 1998 році у Франції.

## Палеобіологія

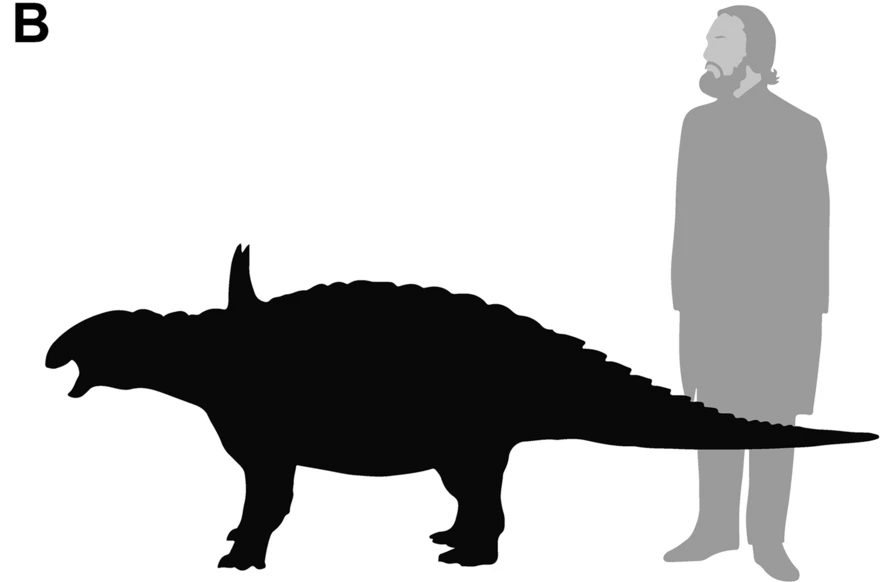
Розміри Struthiosaurus austriacus у порівнянні з людиною

Дослідження мозку струтіозавра, опубліковані у 2022 році, свідчать про те, що він мав дуже слабкий слух і покладався в основному на свій панцир для захисту від хижаків. Його клаптик (лат. flocculus) був дуже маленьким, а лагена дуже короткою, що дозволяє припустити, що він був млявим за своєю природою, а також віддавав перевагу усамітненому способу життя.

## Класифікація

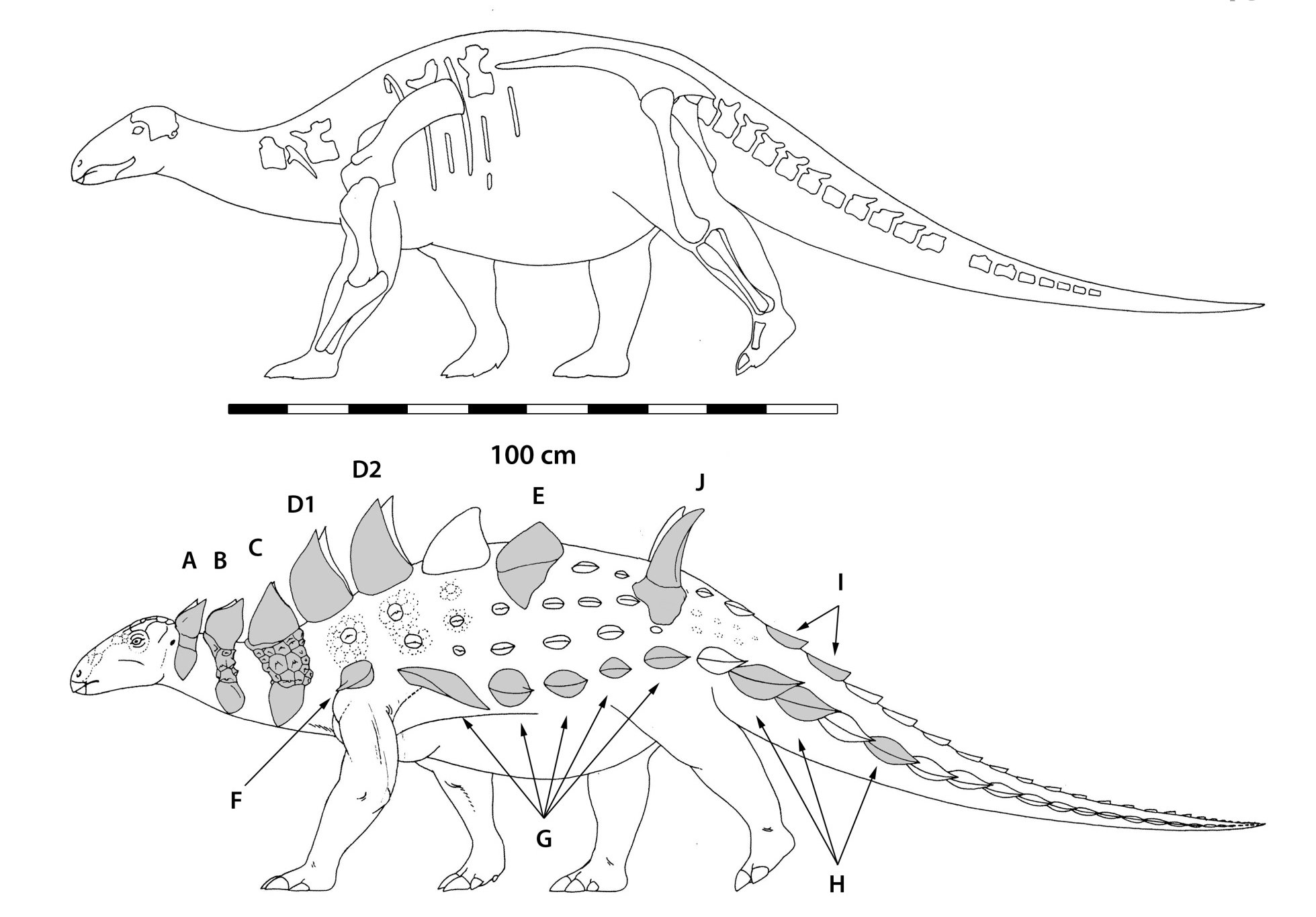
Винайдений матеріал струтіозавра

Бунцель був дуже спантеличений винайденою черепною коробкою. Він знав, що вона належала рептилії, а не ссавцю, через одно-, а не двоголовий потиличний відросток. Потилиця була не дуже схожа на потилицю рептилій: низька, компактна, зрощена та опукла, плавно вигнута до склепіння черепа. Плазуни мали зовсім іншу, більш «відкриту» потилицю. Потилиці крокодилів були більш схожими, але все ще мали увігнуту задню частину черепа. Бунцель припустив, що викопний зразок може бути динозавром, але в 1871 році було описано дуже небагато потиличного матеріалу динозаврів, і йому здавалося, що їхні черепи в цьому плані більше схожі на черепи ящірок. Єдиною групою, яка демонструвала подібне округлення та зрощення кісток черепа, були птахи. Бунцель надіслав малюнок і опис професору Томасу Гакслі в Лондон, на той час одному з небагатьох експертів з динозаврів. Гакслі погодився, що черепна коробка нагадує пташину, прокоментувавши: «Цей фрагмент черепа більш схожий на пташиний, за будь-який інший, який я коли-небудь бачив». Знаючи, що Гакслі назвав ряд рептилій Ornithoscelida для видів, що мають спільні з птахами риси таза і задніх кінцівок, Бунцель закінчив свій опис прогнозом, що «з часом, можливо, також вдасться створити ряд Ornithocephala („пташині голови“)».
Бунцель мав рацію, припускаючи спорідненість струтіозавра з птахами, але це тому, що птахи самі були динозаврами. У динозаврів задні черепні кістки, як правило, сильно зрощені. Округла форма черепа розвинулась у нодозаврів конвергентно. Через відсутність масивних квадратних кісток, фрагмент черепа створював хибне враження легкої конструкції. На той час викопний матеріал анкілозаврів зазвичай відносили до Scelidosauridae, але оскільки це була перша за весь час описана черепна коробка анкілозавра, зв'язок з ними не був очевидним. Першим, хто зрозумів, що струтіозавр був панцирним динозавром, був Нопча, який у 1902 році відніс його до родини Acanthopholididae. Пізніше у 1978 Волтер Кумбс визначив, що струтіозавр був нодозавром.
Кладистичний аналіз струтіозавра вказує на те, що таксон належить до нодозаврів (Nodosauridae), і припускає, що він міг бути одним з найбазальніших анкілозаврів у кладі Ankylosauria. Аналіз, проведений Осі (Ősi) у 2005 році, при описі роду Hungarosaurus, показав, що, будучи молодшим за віком, ніж інші нодозаври, Struthiosaurus був одним з найбільш базальних таксонів, хоча багато ознак для нього не вдалося закодувати. На кладограмі нижче показані результати філогенетичного аналізу 2018 року Рів'єри-Сильви та колег, які визначили види Struthiosaurus в межах клади Struthiosaurini, як позначено Мадзія та ін., спорідненості поза межами Struthiosaurini невключені для простоти розуміння:
|  | Hungarosaurus |
|  |               |
|  | Europelta     |
|  |               |

|  | Pawpawsaurus                                                                                |
|  |                                                                                             |
|  | Stegopelta                                                                                  |
|  |                                                                                             |
|  | Struthiosaurus languedocensis                                                               |
|  |                                                                                             |
|  | \| \| Struthiosaurus transylvanicus \| \| \| \| \| \| Struthiosaurus austriacus \| \| \| \| |
|  |                                                                                             |
|  | Struthiosaurus transylvanicus                                                               |
|  |                                                                                             |
|  | Struthiosaurus austriacus                                                                   |
|  |                                                                                             |

|  | Struthiosaurus transylvanicus |
|  |                               |
|  | Struthiosaurus austriacus     |
|  |                               |

|  | Hungarosaurus |
|  |               |
|  | Europelta     |
|  |               |

|  | Pawpawsaurus                                                                                |
|  |                                                                                             |
|  | Stegopelta                                                                                  |
|  |                                                                                             |
|  | Struthiosaurus languedocensis                                                               |
|  |                                                                                             |
|  | \| \| Struthiosaurus transylvanicus \| \| \| \| \| \| Struthiosaurus austriacus \| \| \| \| |
|  |                                                                                             |
|  | Struthiosaurus transylvanicus                                                               |
|  |                                                                                             |
|  | Struthiosaurus austriacus                                                                   |
|  |                                                                                             |

|  | Struthiosaurus transylvanicus |
|  |                               |
|  | Struthiosaurus austriacus     |
|  |                               |